# Miranda v. Arizona
Miranda v. Arizona ist ein bedeutendes Grundsatzurteil des Obersten Gerichtshofs der Vereinigten Staaten zum Aussageverweigerungsrecht. Danach müssen Verdächtige in Strafsachen vor der polizeilichen Vernehmung auf ihr Recht, einen Anwalt heranzuziehen, und ihr Recht zu schweigen hingewiesen werden.

## Hintergrund
Im Jahr 1963 wurde Ernesto Arturo Miranda (1941–1976) wegen Raubes, Entführung und Vergewaltigung festgenommen. Er wurde von der Polizei verhört und legte sogleich ein Geständnis ab. Während der gerichtlichen Verhandlung bot die Staatsanwaltschaft nur Mirandas Geständnis als Beweismittel an. Miranda wurde der Entführung und der Vergewaltigung schuldig gesprochen und zu 20 bis 30 Jahren Gefängnis verurteilt. Mirandas Anwalt legte Berufung beim Obersten Gerichtshof Arizonas ein, diese wurde aber abgewiesen. Daraufhin rief er die höchste Instanz, den Obersten Gerichtshof der Vereinigten Staaten, an.

## Die Entscheidung
Der Vorsitzende Earl Warren, ein ehemaliger Staatsanwalt, verkündete das Urteil des Gerichts: Aufgrund der zwanghaften Natur polizeilicher Verhöre ist kein Geständnis zuzulassen, wenn der Verdächtige nicht vorher über seine im 5. und 6. Zusatzartikel zur Verfassung der Vereinigten Staaten verbrieften Rechte belehrt wurde und er auf diese ausdrücklich verzichtet. Entsprechend wurde Mirandas Verurteilung aufgehoben.
Gleichzeitig legte der Oberste Gerichtshof eine Reihe von Anforderungen für polizeiliche Verhöre fest:

“The person in custody must, prior to interrogation, be clearly informed that he has the right to remain silent, and that anything he says will be used against him in court; he must be clearly informed that he has the right to consult with a lawyer and to have the lawyer with him during interrogation, and that, if he is indigent, a lawyer will be appointed to represent him.”

„Die Person in Gewahrsam muss vor dem Verhör klar darüber informiert werden, dass sie das Recht hat zu schweigen und dass alles, was sie sagt, vor Gericht gegen sie verwendet wird; sie muss klar darüber informiert werden, dass sie das Recht hat, einen Anwalt zu Rate zu ziehen, in seiner Anwesenheit verhört zu werden und, sollte sie mittellos sein, einen Anwalt zur eigenen Verteidigung gestellt zu bekommen.“

Das Gericht bestimmte auch, wie zu verfahren sei, wenn ein Verdächtiger seine Rechte ausüben möchte:

“If the individual indicates in any manner, at any time prior to or during questioning, that he wishes to remain silent, the interrogation must cease […] If the individual states that he wants an attorney, the interrogation must cease until an attorney is present. At that time, the individual must have an opportunity to confer with the attorney and to have him present during any subsequent questioning.”

„Wenn die Person auf irgendeine Art und Weise vor oder während des Verhörs zum Ausdruck bringt, dass sie schweigen möchte, muss das Verhör abgebrochen werden […] Wenn die Person erklärt, dass sie einen Anwalt wünscht, muss das Verhör so lange unterbrochen werden, bis ein Anwalt anwesend ist. Zu diesem Zeitpunkt muss der Person die Gelegenheit gegeben werden, sich mit ihrem Anwalt zu beraten, und in seiner Anwesenheit verhört zu werden.“

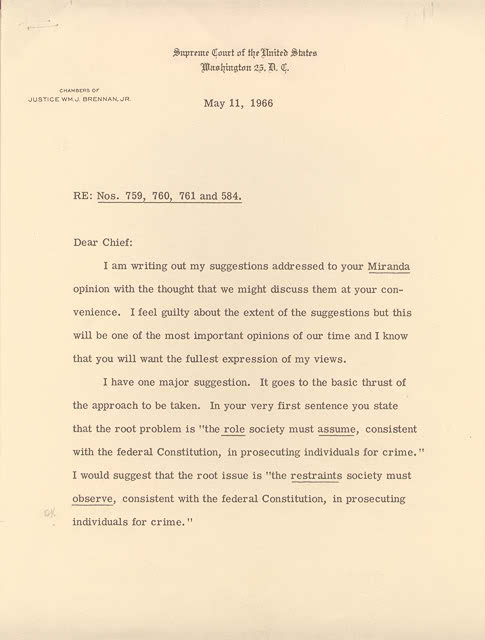
Justice Brennans Kommentare zum Miranda-Urteil

Obwohl die American Civil Liberties Union den Gerichtshof dazu aufforderte, zu verlangen, dass bei allen polizeilichen Verhören ein Anwalt verpflichtend anwesend sein müsse, weigerte sich Warren, in seinem Urteil so weit zu gehen.
Warren bezog sich bei der Urteilsbegründung auch auf die Praxis des FBI und die Richtlinien des Uniform Code of Military Justice, die beide die Belehrung eines Verdächtigen über sein Recht zu schweigen vorschrieben. Beim FBI musste der Hinweis auch einen Verweis auf das Recht auf einen Anwalt enthalten.
Die Richter, die das Urteil ablehnten, sprachen sich gegen die Hinweispflichten aus, da sie davon ausgingen, dass Verdächtige immer einen Anwalt fordern und keine Geständnisse mehr ablegen würden. Sie sahen den Urteilsspruch als Überreaktion auf das Problem von Vernehmungen unter Zwang an.

## Auswirkungen des Urteils
Miranda wurde ein zweites Mal vor Gericht gestellt. Das Geständnis konnte nicht benutzt werden, stattdessen berief sich die Staatsanwaltschaft auf Zeugenaussagen und anderes Beweismaterial. Miranda wurde abermals zu einer Freiheitsstrafe von 20 bis 30 Jahren verurteilt.

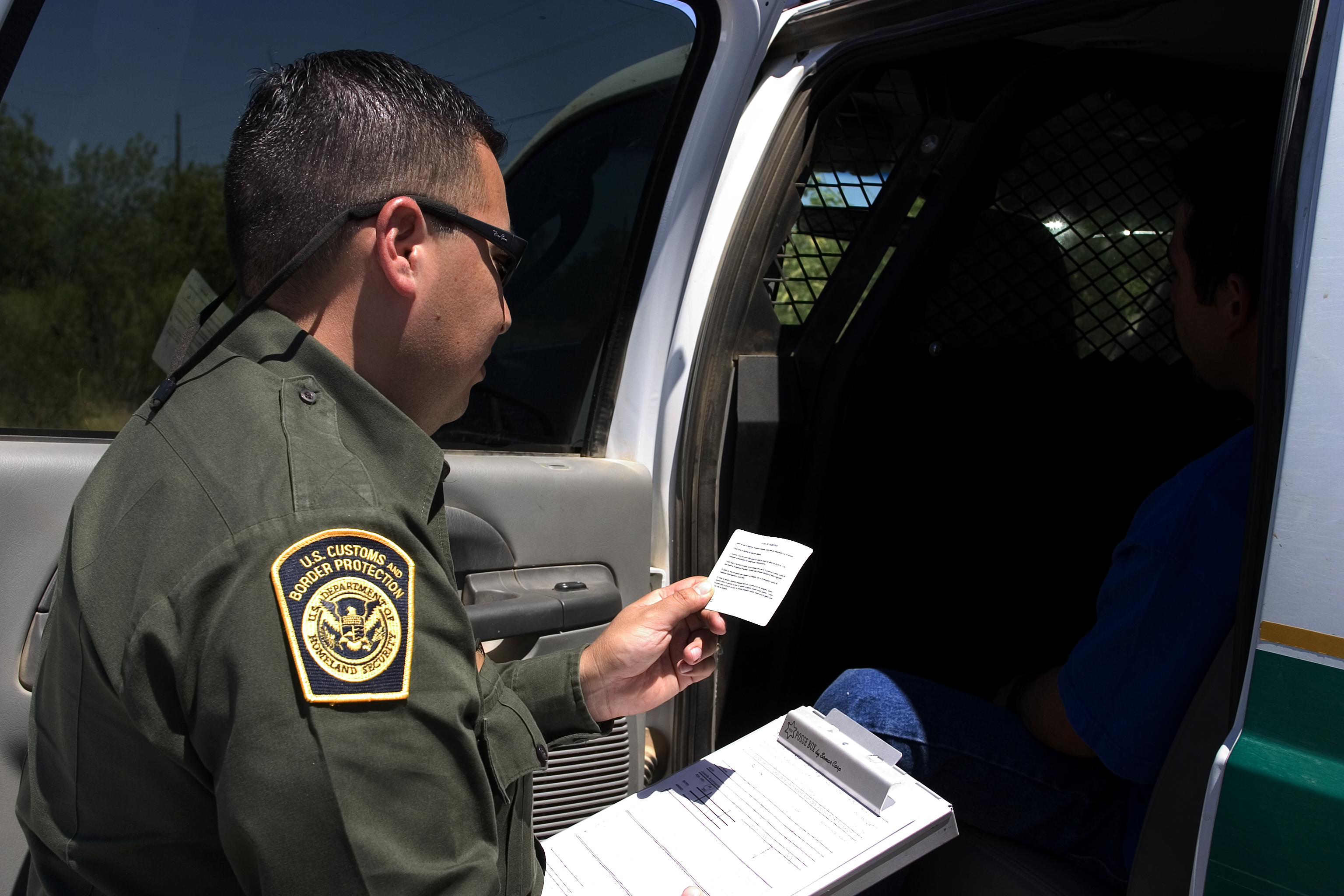
CBP-Agent liest einem Festgenommenen die Miranda-Rechte vor.

Nach dem Urteil wurden Polizisten bundesweit ausgebildet, bei Verhaftungen Verdächtige über ihre Rechte aufzuklären. Diese Aufklärungspflicht ist heute als Miranda Warning (deutsch: Miranda-Warnung) bekannt.
Das Miranda-Urteil wurde kurz nach Verkündung weitläufig kritisiert, da viele der Ansicht waren, dass es ungerecht sei, Kriminelle über ihre Rechte aufzuklären. Richard Nixon und andere politisch Konservative verurteilten Miranda dafür, dass es die Effizienz der Polizeiarbeit untergrabe und nur zu einem Anstieg der Kriminalität beitragen würde. Nixon versprach nach seinem Amtsantritt als Präsident der Vereinigten Staaten, dass er nur Richter zum Obersten Gerichtshof ernennen würde, die die Verfassung eng auslegten und sich als Richter zurückhielten. Der Crime Control and Safe Streets Act, ein Bundesgesetz im Jahr 1968, versuchte, Miranda für Straftaten auf Bundesebene aufzuheben. Der Inhalt des Gesetzes wurde aber nie auf seine Verfassungstauglichkeit geprüft, weil sich keine Staatsanwaltschaft darauf im Rahmen eines Strafverfahrens berief.
Mit den Jahren wurde Miranda allerdings allgemein anerkannt und akzeptiert. Auf Grund der großen Anzahl exportierter amerikanischer Polizeiserien wurden die Miranda-Rechte auch weltweit bekannt.

## „Miranda-Warnung“
Mit dem Urteil wurde weder ein bestimmter Wortlaut noch eine bestimmte Reihenfolge vorgeschrieben. Die Praxis in den Bundesstaaten weicht deshalb leicht voneinander ab. Verwendet wird beispielsweise folgender Text:

“You have the right to remain silent. Anything you say can and will be used against you in a court of law. You have the right to have an attorney present during questioning. If you cannot afford an attorney, one will be appointed for you. Do you understand these rights?”

Eine typische „Miranda-Warnung“ lautet demnach in deutscher Übersetzung:
„Sie haben das Recht zu schweigen. Alles, was Sie sagen, kann und wird vor Gericht gegen Sie verwendet werden. Sie haben das Recht, zu jeder Vernehmung einen Verteidiger hinzuzuziehen. Wenn Sie sich keinen Verteidiger leisten können, wird Ihnen einer gestellt. Verstehen Sie diese Rechte?“
In einigen Bundesstaaten werden ergänzend folgende Fragen gestellt:
„Haben Sie die Rechte verstanden, die ich Ihnen soeben vorgelesen habe?“
und
„Wollen Sie angesichts dieser Rechte mit mir sprechen?“

## Spätere Entwicklungen
Seit der ursprünglichen Entscheidung haben Gerichte ebenfalls bestimmt, dass der Hinweis auf die Rechte „bedeutsam“ sein muss. Der Verdächtige wird also gefragt, ob er seine Rechte auch versteht. Weiterhin haben Gerichte festgelegt, dass die Aufgabe dieser Rechte mit vollem Wissen und Verständnis und unter freiem Willen erfolgen muss. An vielen Polizeidienststellen gibt es seitdem Formulare, mit denen Verdächtige mit ihrer Unterschrift ihre Miranda-Rechte aufgeben können.
Ein Geständnis, das unter Verletzung der Miranda-Rechte zustande kam, kann trotzdem benutzt werden, um widersprüchliche Aussagen des Verdächtigen anzufechten. Dies ist allerdings nur der Fall, wenn der Verdächtige sein Recht zu schweigen während der Verhandlung aufgibt und selbst aussagt.
Eine „spontane“ Aussage des Verdächtigen in Gewahrsam, der nicht auf seine Rechte hingewiesen wurde, kann ebenso als Beweis benutzt werden, solange diese Aussage nicht als Antwort auf Fragen der Polizei oder anderem polizeilichen Verhalten beruht, das solch eine Aussage gefördert hätte.
Weiterhin gibt es eine Ausnahme zum Schutz der „öffentlichen Sicherheit“, wenn der Miranda-Hinweis nicht gegeben wird, weil zur Abwendung einer allgemeinen Gefahr ein sofortiges Verhör nötig ist. In diesem Fall kann der Verdächtige von der Polizei ohne Hinweis befragt und können seine Antworten vor Gericht gegen ihn verwendet werden.
Miranda überstand auch seine Überprüfung im Fall Dickerson v. United States im Jahr 2000, als ein Bundesgesetz zur Debatte stand, das Miranda aufheben sollte. Die Frage war, ob die Verfassung selbst den Hinweis vorschrieb oder ob es ein Ergebnis richterlicher Auslegung ist. Im Fall Dickerson entschieden die Richter mit sieben zu zwei Stimmen, dass „die Hinweise ein Bestandteil der nationalen Kultur geworden sind“. In einer ablehnenden Meinung bestritt Richter Antonin Scalia, dass der Hinweis von der Verfassung vorgeschrieben wurde, und erklärte, dass eine Verletzung der Vorgaben in Miranda nicht verfassungswidrig sei.
Die Verfassungsrichter äußerten sich am Ende ihres Gerichtsjahres 2022 zum Grundsatzurteil Miranda v. Arizona zum Aussageverweigerungsrecht – und schränkten die Rechte der Bürger gegenüber der Polizei ein. Bislang mussten Bürger bei der Festnahme über ihre Rechte („Miranda Rights“) belehrt werden; sonst konnten sie später klagen. Das ist in dieser Form nun nicht mehr möglich.

## Trivia
Der Spielfilm Der Mordfall Marcus-Nelson von 1973, der den Pilotfilm zur Krimiserie Kojak – Einsatz in Manhattan bildet, beschäftigt sich mit dem Thema. Auch in dem Actionfilm Red Heat wird das Thema behandelt, als der US-amerikanische Polizist Art Ridzik seinem russischen Amtskollegen Ivan Danko versucht, die geltenden Gesetze seines Landes zu erläutern.